# Ортофотоплан
Цифровой ортофотопла́н — это цифровое трансформированное изображение местности (объекта), созданное по перекрывающимся исходным фотоснимкам.

## Методология
Цифровой ортофотоплан может создаваться двумя методами:
- из отдельных трансформированных изображений, созданных по каждому из цифровых перекрывающихся снимков;
- путем формирования ортофотоплана непосредственно в процессе трансформирования всех перекрывающихся фотоснимков.[1]

## Специфика
Исходными данными для создания ортофотопланов являются:
- материалы дистанционного зондирования Земли, полученные с пилотируемых или беспилотных летательных аппаратов или космических аппаратов с метаданными;
- цифровые матрицы рельефа/местности.

Для создания ортофотопланов используются различное программное обеспечение, обладающее различной степенью автоматизации и требующее различных трудозатрат.
Цифровые ортофотопланы применяются как готовые фотодокументы местности (например, для ориентирования на местности или привязки объектов к заданной системе координат), а также в качестве основы для топографических карт.